# Sự cố trực thăng tại Nhà Trắng 1974
Sự cố trực thăng tại Nhà Trắng 1974 là một vụ xâm phạm an ninh Nhà Trắng nghiêm trọng xảy ra vào ngày 17 tháng 2 năm 1974, khi một binh nhất Lục quân Hoa Kỳ tên là Robert K. Preston điều khiển chiếc trực thăng Bell UH-1B Iroquois "Huey" mà ông đánh cắp được từ sân bay quân sự Tipton, Maryland và sau đó hạ cánh xuống bãi cỏ phía nam Nhà Trắng.
Preston đã gia nhập Lục quân với mong muốn trở thành một phi công trực thăng, nhưng ông đã không tốt nghiệp khóa huấn luyện loại phương tiện này vì vậy bị mất cơ hội đạt được hàm chuẩn úy. Ông tiếp tục phải thực hiện 4 năm nghĩa vụ quân sự trong quân đội và đã được điều động đến Fort Meade phục vụ trong vai trò thợ máy trực thăng. Preston cảm thấy điều này bất công và kể lại sau đó rằng việc đánh cắp chiếc trực thăng là để thể hiện kỹ năng làm phi công của mình.
Preston đang trong thời gian nghỉ phép đã quay trở lại sân bay Tipton ở phía nam Fort Meade vào lúc nửa đêm. Nơi đây ba mươi chiếc trực thăng đã được tiếp nhiên liệu đầy đủ và sẵn sàng bay. Ông cất cánh một trong số chúng mà không bật đèn chống va chạm hay thực hiện việc liên lạc radio theo quy trình. Cảnh sát bang Maryland đã được báo động và Preston lái trực thăng bay về phía tây nam tới Washington, D.C. Ông bay lượn gần Nhà tưởng niệm Lincoln, Tượng đài Washington và bay qua bãi cỏ phía nam của Nhà Trắng. Sau đó ông tiếp tục bay về phía Fort Meade thì bị hai chiếc trực thăng Bell 206 JetRanger và các xe cảnh sát truy đuổi ráo riết. Sau một cuộc rượt đuổi ngang qua Maryland, ông điều khiển trực thăng quay về Washington một lần nữa và bay vào trong khuôn viên Nhà Trắng. Các mật vụ nổ súng khiến Preston bị thương nhẹ buộc phải hạ cánh trực thăng, sau đó thì ông bị bắt và giam giữ.
Tại phiên tòa, Preston đã nhận tội "chiếm đoạt tài sản và xâm phạm an ninh", ông bị kết án một năm tù với mức tiền phạt 2.400 đô la Mỹ (14.241 đô la Mỹ vào năm 2022). Trước khi bị kết án chính thức, ông đã bị giam giữ trong thời gian sáu tháng và sau đó phải chấp hành việc giam giữ thêm sáu tháng nữa. Sau khi được thả, Preston đã buộc phải xuất ngũ. Về sau ông sống một cuộc đời bình lặng, kết hôn và sau đó qua đời vì ung thư vào năm 2009.

## Bối cảnh
Robert Kenneth Preston sinh năm 1953 tại Thành phố Panama, Florida. Ông đăng ký chương trình Quân đoàn Huấn luyện Sĩ quan Thiếu sinh quân tại trường Trung học Rutherford với khao khát có được một sự nghiệp quân đội lâu dài. Ông đã có bằng lái phi công máy bay động cơ đơn, máy bay cánh cố định và được đào tạo quản lý hàng không tại Cao đẳng Cộng đồng Vùng Vịnh với hy vọng trở thành phi công trực thăng chiến đấu tại Việt Nam. Sau khi gia nhập Quân đội Hoa Kỳ năm 1972, Preston được đào tạo để trở thành phi công trực thăng lái chiếc Hughes TH-55 Osage tại Fort Wolters, Texas. Ông đã trượt khóa đào tạo kỹ thuật với lý do "không đủ trình độ kỹ thuật", mất cơ hội trở thành một phi công cấp bậc chuẩn úy. Việc quân đội Hoa Kỳ bắt đầu dần rút quân khỏi Việt Nam dẫn đến dư thừa phi công trực thăng cũng có thể là lý do khiến Preston không được chấp nhận trở thành phi công như mong muốn. Nhưng ông vẫn phải thực hiện 4 năm nghĩa vụ quân sự trong Quân đội Hoa Kỳ và được điều động đến Fort Meade, Maryland để nhận công việc thợ máy trực thăng vào tháng 1 năm 1974. Tại thời điểm xảy ra vụ việc, ông 20 tuổi với cấp bậc binh nhất. Preston được người sĩ quan chỉ huy của ông mô tả là một người "bình thường và ít nói" với trí thông minh trên mức trung bình.

## Sự cố

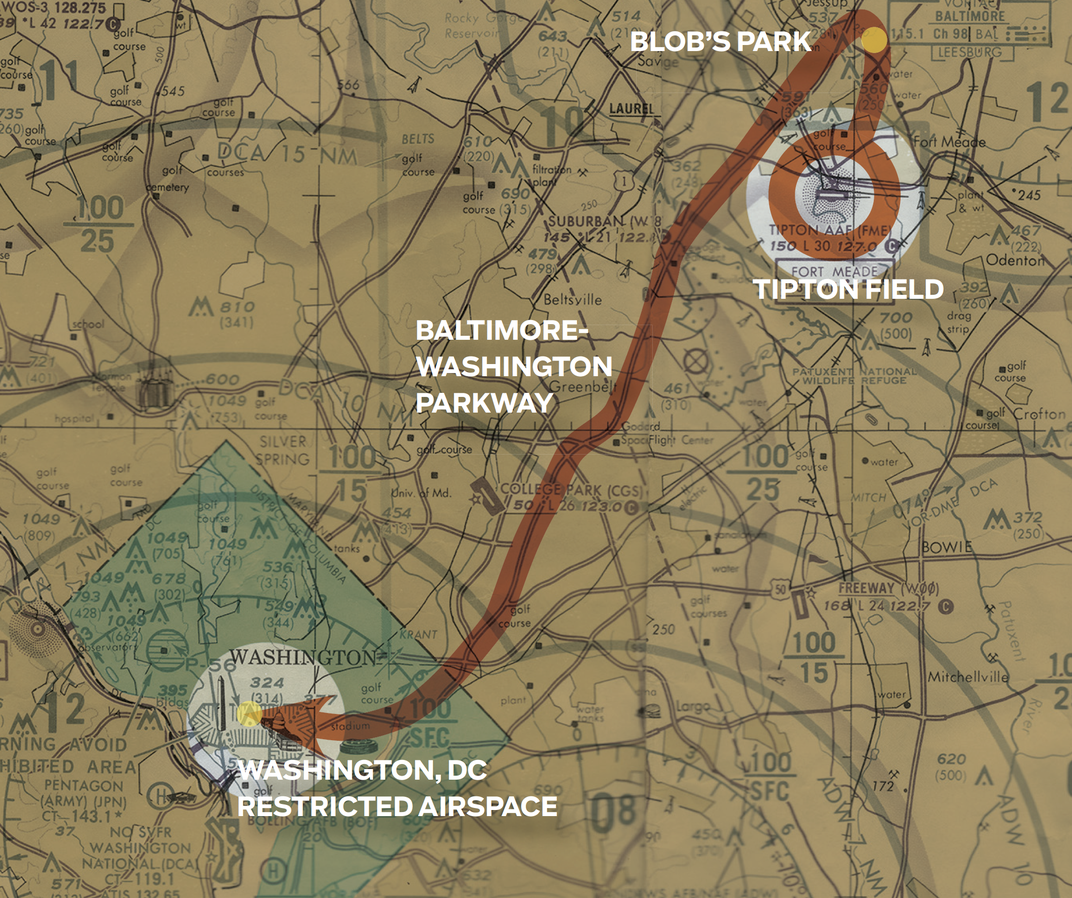
Chuyến bay của Preston từ Sân bay Tipton đến Washington, D.C

Vào ngày 17 tháng 2 năm 1974, ngay sau lúc nửa đêm, Preston rời khỏi một nhà hàng và vũ trường, chán nản vì thất bại trong quan hệ và tương lai binh nghiệp mịt mù. Ông trở về sân bay quân sự Tipton ở phía nam Fort Meade, nơi ba mươi chiếc trực thăng Bell UH-1 Huey được tiếp nhiên liệu đầy đủ và sẵn sàng cất cánh. Preston sau đó kể lại rằng "Tôi muốn đứng dậy, ngồi sau bảng điều khiển và bay. Điều đó sẽ khiến tôi cảm thấy tốt hơn vì tôi thích bay". Ông đỗ xe tại một sân bay không có bảo vệ rồi trèo lên chiếc trực thăng mang số hiệu 62–1920 và tiến hành kiểm tra máy bay. Lát sau, ông lái trực thăng bay ra mà không kích hoạt đèn chống va chạm hay thực hiện liên lạc vô tuyến theo quy định. Một kiểm soát viên trong tháp kiểm soát không lưu đã phát hiện ra chiếc trực thăng bị đánh cắp và báo ngay cho Cảnh sát bang Maryland.
Preston bay ngang qua nhà hàng mà ông mới vừa đến đó rồi hạ cánh xuống một sân bay gần đấy, nơi chiếc mũ của ông ta được cảnh sát phát hiện sau sự việc. Ông quyết định bay dọc theo ánh đèn trên đại lộ Baltimore–Washington để đến thủ đô Washington DC, cách đó khoảng 32 km về phía tây nam. Trực thăng của Preston bị cảnh sát quận Columbia phát hiện khi ông bay lơ lửng giữa Điện Capitol và Nhà tưởng niệm Lincoln. Khu vực này nghiêm cấm mọi chuyến bay nhưng điều này không được thực hiện như một việc tối quan trọng vào thời điểm đó. Xung quanh thủ đô vẫn chưa lắp đặt tên lửa đất đối không mãi cho đến sự kiện 11 tháng 9 sau này. Preston lơ lửng trên Đài tưởng niệm Washington vài mét trong 5–6 phút, sau đó bay qua Điện Capitol dọc theo Đại lộ Pennsylvania hướng đến Nhà Trắng. Vào thời điểm đó, chính sách của Sở mật vụ là bắn hạ phương tiện bay xâm nhập từ trên không, nhưng lúc đó không phải là giải pháp tốt, đặc biệt là khi nó có thể gây thương vong cho nhiều người vô can. Preston điều khiển trực thăng bay lơ lửng và chạm xuống bãi cỏ của Nhà Trắng không lâu thì sĩ quan Henry S. Kulbaski đang làm nhiệm vụ ở Trung tâm Kiểm soát của Văn phòng Hành chính Nhà Trắng đã gọi điện thoại xin chỉ thị của cấp trên nhưng không ai bắt máy. Sau khi trực thăng tiếp tục cất cánh và rời đi, Kurbaski chỉ thị cho các đặc vụ của ông bắn hạ chiếc trực thăng đó nếu nó còn quay lại.

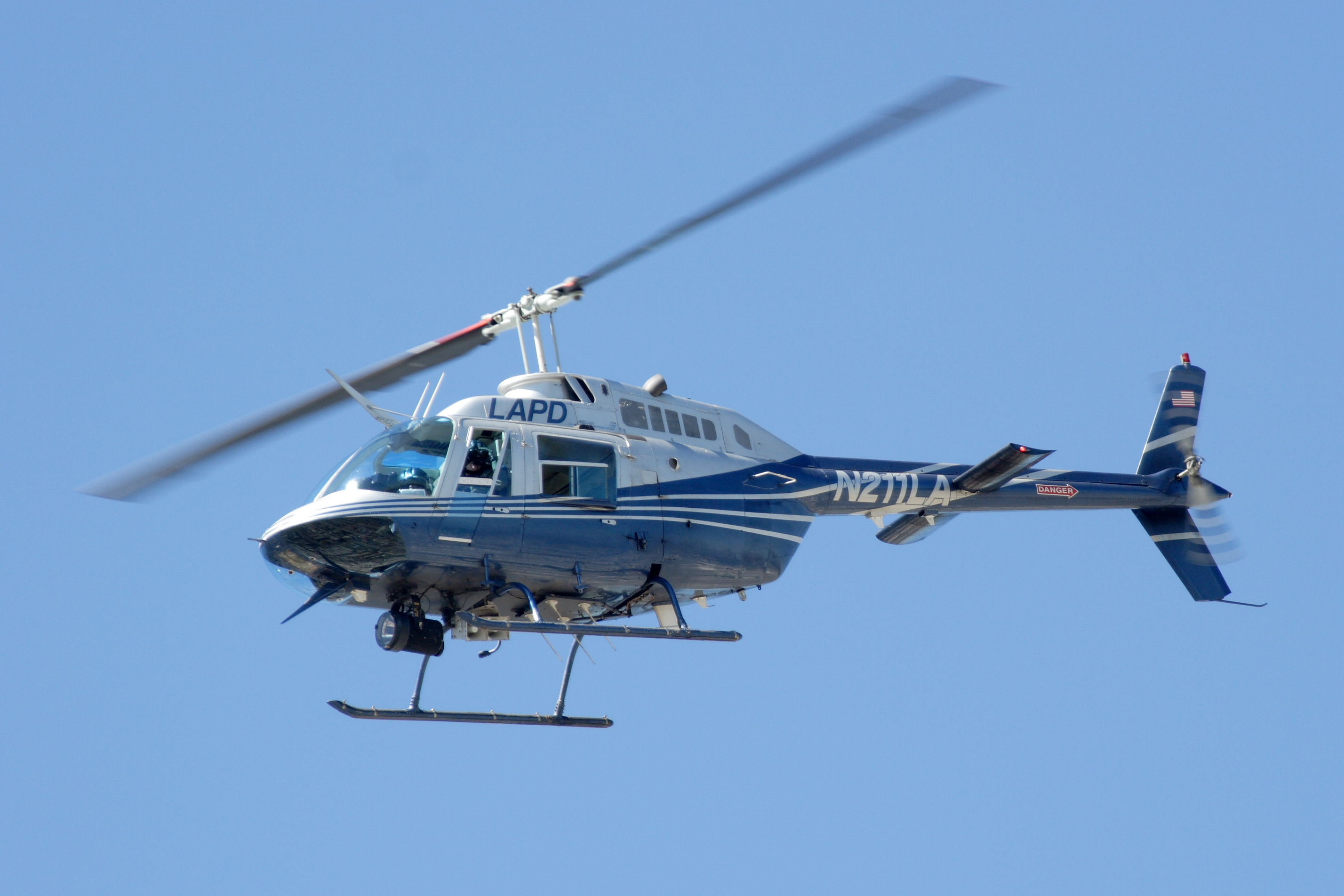
Một chiếc LAPD Bell 206 JetRanger tương tự như chiếc được sử dụng trong cuộc rượt đuổi

Vào lúc 0:56 sáng, nhân viên kiểm soát không lưu tại sân bay quốc gia Washington nhận thấy một điểm sáng trên màn hình radar và nhận ra rằng đó có thể là một chiếc trực thăng bị đánh cắp nên đã thông báo cho cảnh sát biết. Preston bắt đầu lái chiếc trực thăng bay khỏi khu vực cấm bay của thủ đô để bay trở lại Fort Meade ở Maryland. Một chiếc trực thăng Bell 47 cũ của Cảnh sát bang Maryland truy đuổi theo ngay phía sau ông, nhưng nó bay còn quá chậm để có thể bắt kịp Preston.
Hai chiếc JetRangers Bell 206 của cảnh sát bang Maryland đã được cử đến để đánh chặn sau khi chiếc trực thăng của Preston xuất hiện trên mành hình radar của Sân bay Quốc tế Baltimore–Washington. Ông bay trở lại hướng đông bắc khi đang bị hai trực thăng và các xe cảnh sát truy đuổi. Preston thực hiện cú tông trực diện vào nóc xe cảnh sát khiến một chiếc xe gặp nạn rồi bay nhanh qua phía trên một cửa hàng donut. Ông sau đó bay dọc theo Đại lộ Baltimore–Washington một lần nữa để đến Washington và định tự mình xin hàng Tổng thống Richard Nixon. "Chiến thuật không chiến hiện đại" là lời của các phi công JetRanger mô tả về cách mà Preston đã né tránh được một trong số những chiếc trực thăng của họ. Khi chỉ còn một chiếc trực thăng đuổi theo ông, Preston đã bay dọc theo đại lộ với tốc độ liên tục thay đổi 110–220 km/h, đôi khi bay cách chỉ vài inch trên nóc các xe hơi.

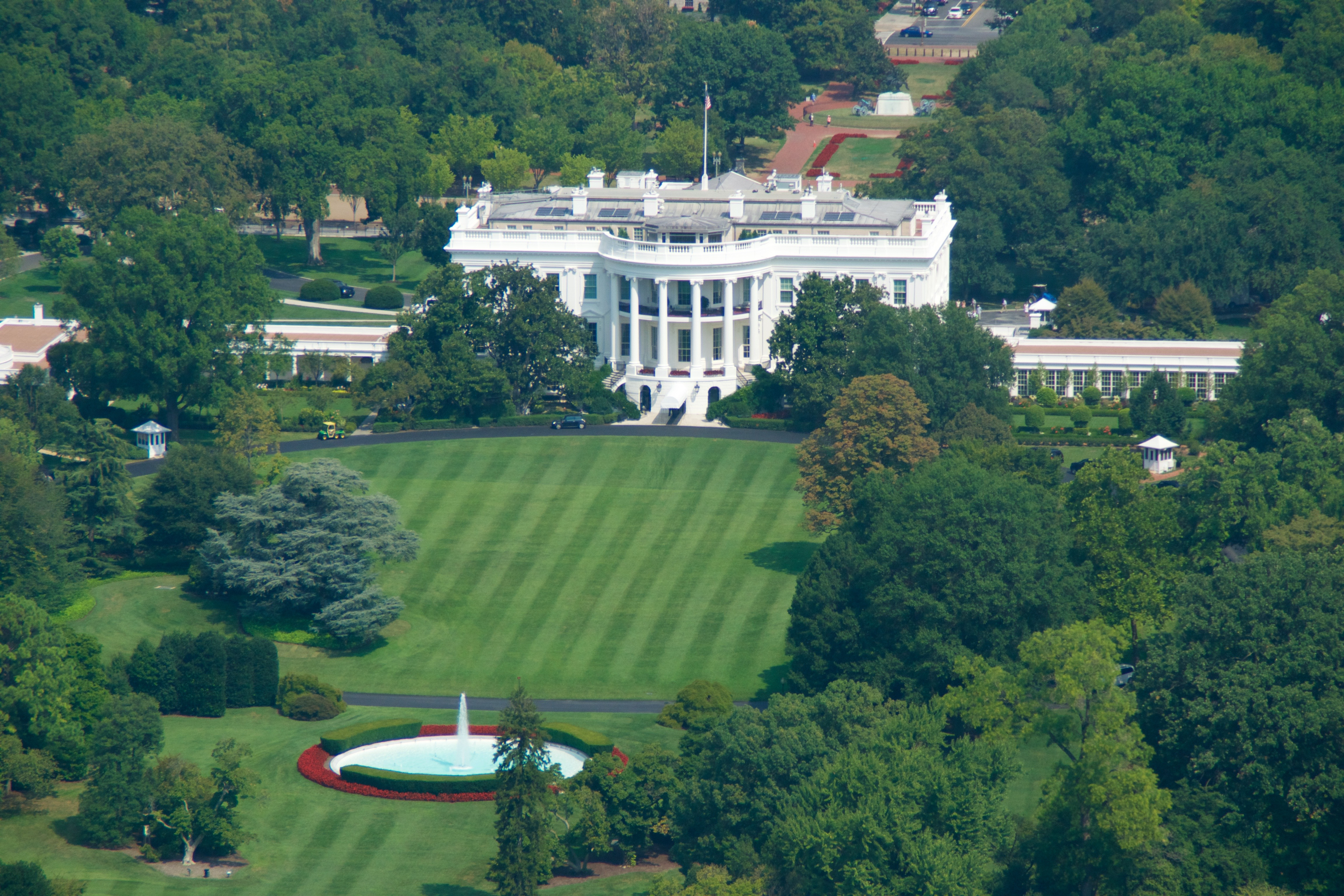
Bãi cỏ phía nam Nhà Trắng, nơi Preston hạ cánh

Preston bay vào trong khuôn viên Nhà Trắng lúc 2:00 sáng và suýt đụng vào hàng rào thép. Theo lời của phi công JetRanger, Preston đã ở rất gần, ông ta "có thể vào được từ cửa chính". Chiếc trực thăng bất ngờ bị đèn pha chiếu vào, cùng lúc các mật vụ nổ súng. Các phát đạn bắn ra đã có phát trúng vào chân Preston làm ông chao đảo khiến chiếc trực thăng bay ngả sang một bên nhưng ông nhanh chóng lấy lại kiểm soát và điều khiển trực thăng đáp xuống bãi cỏ phía nam, cách Nhà Trắng khoảng 90m.
Các mật vụ đã bắn tổng cộng khoảng 300 viên đạn, nhưng chỉ có 5 viên trong số đó trúng Preston gây ra những vết thương nhẹ. Preston bước ra khỏi trực thăng và chạy nhanh đến Nhà Trắng, nhưng bị các nhân viên mật vụ bắt giữ ngay tại sân. Preston bị còng tay và được đưa đến Trung tâm y tế quân đội Walter Reed để điều trị, tại đó ông đã cười như điên. Vào thời điểm xảy ra vụ việc, tổng thống và phu nhân không có ở Nhà Trắng. Tổng thống Nixon đang ở Florida còn đệ nhất phu nhân Pat Nixon thì đang thăm con gái bị ốm của họ ở Indianapolis.

## Hậu quả
Chiếc trực thăng bị đánh cắp đã trở thành tâm điểm chú ý của khách du lịch vào ngày xảy ra vụ việc. Theo đánh giá của các nhân viên quân đội, chiếc trực thăng này vẫn có thể bay được dù bị trúng nhiều vết đạn và đã tiếp tục bay trước sự chứng kiến của rất nhiều ống kính phóng viên cũng như máy quay của các đài truyền hình lớn. Các điều tra viên đã chụp hàng loạt bức ảnh ngay trước buổi trưa để phục vụ công tác điều tra. Chiếc trực thăng sau đó được sửa chữa để có thể tiếp tục phục vụ trong quân đội. Cuối cùng, nó đã được đưa vào trưng bày tại Căn cứ Dự bị Phòng không Hải quân Willow Grove ở Quận Montgomery, Pennsylvania.
Vào ngày 22 tháng 2, tức 5 ngày sau khi vụ việc xảy ra, một người đàn ông tên là Samuel Byck đã mang theo một khẩu súng ngắn ổ xoay cỡ nòng 22 và một quả bom xăng để cố cướp một chiếc máy bay. Trong đoạn băng ghi âm của ông trước khi xảy ra vụ việc, Byck nói rằng ông ta đã lên kế hoạch lao máy bay vào Nhà Trắng để giết Tổng thống Nixon, nhưng ông đã tự sát ngay sau khi bị cảnh sát bắn trúng. Nhiều người tin rằng hành động của Byck đã bị ảnh hưởng bởi sự cố của Preston.
Ban đầu Preston bị buộc tội xâm nhập bất hợp pháp vào Nhà Trắng, là một tội nhẹ với mức phạt 100 đô la Mỹ (593 đô la Mỹ vào năm 2022) và thời hạn tù tối đa 6 tháng. Luật sư của ông đã sắp xếp để đạt được thỏa thuận với bên công tố để Preston được miễn truy tố dân sự nhưng đổi lại, vụ án phải được đưa ra tòa án quân sự. Tại phiên tòa, Preston bị buộc tội danh cố ý giết người và một số tội nhẹ khác. Một phi công tham gia truy đuổi đã khai trước tòa rằng Preston dường như có ý định lao trực thăng vào Nhà Trắng để tự sát nhưng Preston khẳng định rằng ông chỉ muốn thu hút mọi người chú ý đến sự bất công mà ông phải chịu đựng và chứng minh rằng mình đủ tiêu chuẩn cho vị trí phi công. Cuối cùng, ông đã nhận tội "chiếm đoạt tài sản và xâm phạm an ninh", bị kết án 1 năm tù và bị phạt 2.400 đô la Mỹ (14.241 đô la Mỹ vào năm 2022). Vào thời gian hầu tòa, Preston đã ngồi tù được 6 tháng, điều này có nghĩa là ông sẽ phải ở tù thêm 6 tháng nữa. Nhưng thay vào đó, Preston chỉ phải ngồi tù hai tháng ở Fort Riley, Kansas, trước khi Quân đội đã sắp xếp cho ông xuất ngũ với lý do "không phù hợp".
Sau sự cố này, Cơ quan Mật vụ của chính phủ đã mở rộng không phận bị hạn chế xung quanh Nhà Trắng. Tổng thống Nixon đã tuyên dương Kulbaski cùng các phi công và phi công phụ của đội JetRanger, ba người cùng các đặc vụ khác đã được tặng khuy măng sét tổng thống trong một buổi lễ tại Nhà Trắng.
Preston chuyển đến sống tại tiểu bang Washington sau khi được trả tự do. Ông kết hôn năm 1982, có hai cô con gái và qua đời vì bệnh ung thư vào ngày 21 tháng 7 năm 2009, khi đang sống ở Ephrata, Washington.